# Conill roquer de Smith
El conill roquer de Smith (Pronolagus rupestris) és una espècie de mamífer de la família dels lepòrids que viu a Kenya, Malawi, Namíbia, Sud-àfrica, Tanzània i Zàmbia.